# Still Brazy
Still Brazy – drugi studyjny album amerykańskiego rapera YG, wydany 17 czerwca 2016 roku nakładem CTE World, Def Jam Recordings i należącej do artysty wytwórni 4Hunnid Records.
Album zadebiutował na 6. miejscu amerykańskiej listy sprzedaży Billboard 200.

## Lista utworów
| Nr | Tytuł                        | Producent                | Wykonawcy                                 | Czas |
| -- | ---------------------------- | ------------------------ | ----------------------------------------- | ---- |
| 1  | "Pops Hot Intro"             | -                        | -                                         | 0:14 |
| 2  | "Don't Come to LA"           | DJ Swish                 | YG, Sad Boy, A.D, Bricc Baby              | 3:55 |
| 3  | "Who Shot Me?"               | DJ Swish                 | YG                                        | 3:47 |
| 4  | "Word Is Bond"               | P-Lo                     | YG, Slim 400                              | 3:16 |
| 5  | "Twist My Fingaz"            | Terrace Martin           | YG                                        | 4:14 |
| 6  | "Good Times Interlude"       | -                        | YG, Syke 800, Duce, Marley Blu, Burnt Out | 0:38 |
| 7  | "Gimmie Got Shot"            | DJ Swish                 | YG                                        | 2:46 |
| 8  | "I Got a Question"           | 1500 or Nothin '         | YG, Lil Wayne                             | 3:38 |
| 9  | "Why You Always Hatin?"      | CT Beats                 | YG, Drake, Kamaiyah                       | 3:16 |
| 10 | ''My Perception''            | -                        | YG, Slim 400                              | 0:14 |
| 11 | ''Bool, Balm & Bollective''  | Terrace Martin, DJ Swish | YG                                        | 3:35 |
| 12 | "She Wish She Was"           | 1500 or Nothin''         | YG, Joe Moses, Jay 305                    | 3:57 |
| 13 | ''YG Be Safe''               |                          | The Homegirl                              | 0:03 |
| 14 | ''Still Brazy''              | Ty Dolla Sign, DJ Swish  | YG                                        | 3:22 |
| 15 | ''FDT''                      | DJ Swish                 | YG, Nipsey Hussle                         | 3:46 |
| 16 | "Blacks & Browns"            | P-Lo                     | YG, Sad Boy                               | 4:10 |
| 17 | "Police Get Away wit Murder" | Hit-Boy                  | YG                                        | 3:14 |

## Ciekawostki
- 12 grudnia 2015 roku został wydany promocyjny singel pt. "I Wanna Benz". Gościnnie udzielili się 50 Cent i Nipsey Hussle
- Podczas nagrań do albumu Still Brazy, raper YG został postrzelony w swoim studiu w Los Angeles[16]. Zaledwie po dwóch dniach dalej kontynuował pracę nad swoją płytą. Wydarzenie to opisał w utworze "Who Shot Me?". Tuż po powrocie do studia ujawnił nazwę płyty nad którą pracował. Z początku miała nazywać się Still Krazy[17], lecz ukazała się pod nazwą Still Brazy